# Mura scaligere di Verona
Le mura scaligere di Verona sono una cinta muraria collinare costruita in epoca scaligera, per volere di Cangrande I della Scala, ampliando così le difese già iniziate da Alberto I della Scala. Tra il 1321 ed il 1324 vi fu lo scavo del fossato nel banco di tufo e la costruzione della cinta turrita, che fu rafforzata nel 1520-1523, anche con la costruzione delle rondelle di San Zeno in Monte, della Grotta, della Baccola e della rondella delle Boccare. Nel 1839 vi fu un restauro e la modificazione della cinta: furono cimate le torri, venne ricostruita la cortina, senza merlature, da Castel San Felice alla Rondella della Grotta.

## Descrizione

### Dalla prima alla quarta torre

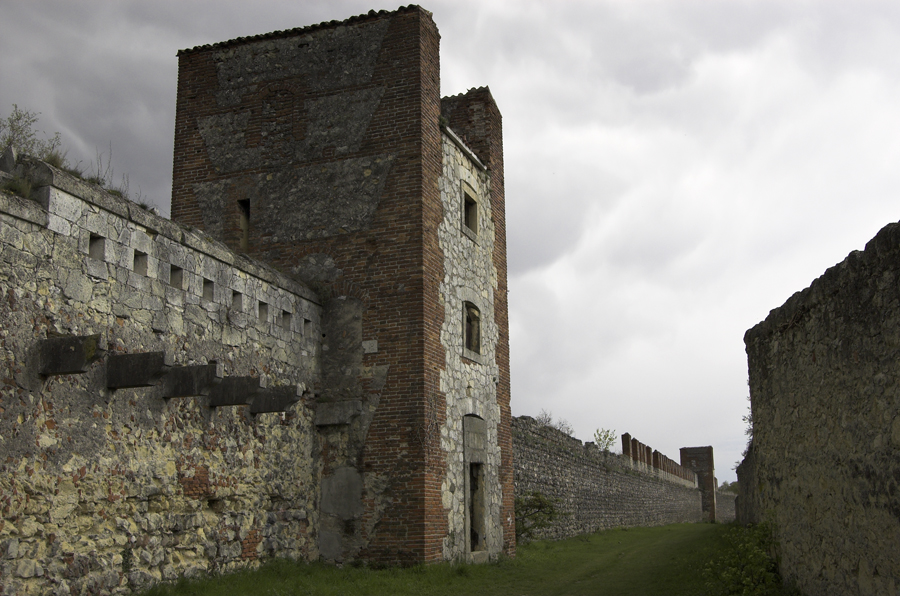
Cinta settentrionale scaligera, riammodernata nell'Ottocento dagli austriaci

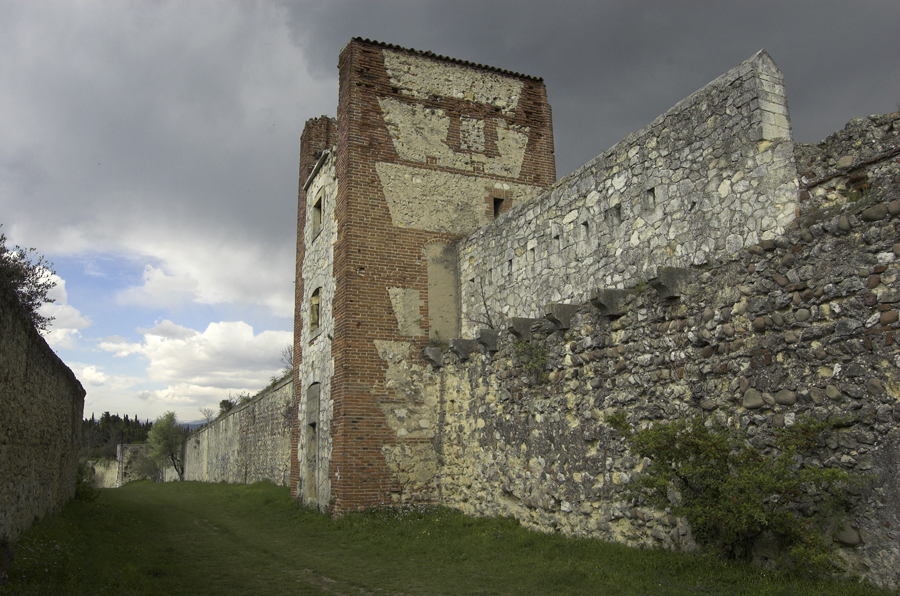
Cinta settentrionale scaligera, riammodernata nell'Ottocento dagli austriaci

La cinta è formata da cortine e torri, ed è difesa da un profondo fossato scavato nel colle di tufo. Il materiale ricavato dallo scavo è stato impiegato per l'edificazione della muraglia, in origine alta tra gli 8 ed i 9 metri e con lo spessore di 1,30-1,40 metri. Gli spigoli delle torri sono di laterizio, con la caratteristica lavorazione scaligera a denti di sega per ottenere un miglior collegamento con i muri delle pareti, di pietrame e tufo, intervallati da corsi orizzontali di laterizio, in corrispondenza di ogni dente di sega.
La cinta scaligera da Castel San Felice digrada seguendo il crinale della collina, e prosegue in piano fino alla prima torre. La strada interna consentiva lo spostamento dei difensori lungo le mura. Nel 1520 le cortine scaligere furono rinforzate con un terrapieno interno, dal quale prese il nome la chiesetta ricavata nella seconda torre, che difendeva la Porta di San Gregorio, anch'essa trasformata in cappella. Le torri (ad eccezione della seconda, che ospita il piccolo santuario dedicato alla Madonna del Terraglio), sono state modificate dal restauro ottocentesco per adattarle alla funzione di corpo di guardia e magazzino; sono state cimate, chiuse sul fronte di gola, suddivise su tre piani con solai a impalcato, collegate da scale lignee e coperte da una volta di laterizio. All'altezza delle cortine ogni torre è messa in comunicazione con il cammino di ronda.

### Dalla quinta alla quattordicesima torre
La cinta è formata da cortine e torri, difesa dal profondo fossato scavato nel colle di tufo. Il materiale ricavato anche qui è stato impiegato per l'edificazione della muraglia, con stesso spessore e altezza. La cinta scaligera, presso la quattordicesima torre, prosegue deviando a sud-est verso lo strapiombo della collina, dove terminava. Nel 1520, in questo tratto è stato aperto il fornice ad arco, contemporaneamente alla costruzione della moderna cortina diretta verso la Rondella di Santa Toscana. La cinta scaligera dalla torre quattordicesima prosegue verso settentrione seguendo il crinale della collina, raggiungendo Castel San Felice, al quale si connette dopo la quinta torre. La strada interna consentiva lo spostamento dei difensori lungo le mura. Le torri (a eccezione della quattordicesima), sono state modificate dal restauro ottocentesco, come quelle dalla prima alla quarta. All'altezza delle cortine ogni torre è messa in comunicazione con il cammino di ronda, ma in più, rispetto al primo tratto, sui due lati un tratto del camminamento è ordinato con feritoie per tiratori, eliminando il coronamento a merli.

## Stato di conservazione
I danni più rilevanti sono la breccia presso la seconda torre e l'apertura del doppio fornice presso la prima torre, oltre alla sistemazione della strada carrabile nel fossato magistrale dal fianco occidentale di Castel San Felice alla Rondella della Baccola, con estesi interramenti del fossato magistrale.
La cinta scaligera si presenta in condizioni di forte degrado sia per la lunga mancanza di manutenzione, sia per il vandalismo. Le strutture sono intaccate dalla vegetazione spontanea, i paramenti interni sono stati imbrattati da scritte e disegni con vernice spray. Le torri sono usate da indigenti come ricoveri provvisori. Parte della strada di circonvallazione interna è inaccessibile, interrotta dall'insediamento del campeggio e da altre privatizzazioni. Il fossato magistrale, nel tratto meridionale, è in parte utilizzato come verde pubblico, come campo giochi e per attività sportive.